# How to Marry a Millionaire (serie televisiva)
How to Marry a Millionaire è una serie televisiva statunitense in 52 episodi trasmessi per la prima volta nel corso di 2 stagioni dal 1957 al 1959.
È una sitcom a sfondo romantico basata sul film Come sposare un milionario del 1953 interpretato da Marilyn Monroe, Betty Grable e Lauren Bacall.

## Trama
New York. Loco Jones, una modella mondana, Michelle "Mike" McCall, una avvenente segretaria bionda miope, e Greta Hanson, presentatrice di un game show, sono compagne di appartamento.

## Personaggi e interpreti
La Nelson lasciò la serie dopo 39 episodi dopo che il suo personaggio si sposa e lascia la casa. Il terzo ruolo fu poi assunto per i restanti tredici episodi della seconda stagione da Lisa Gaye che interpreta Gwen Kirby, una segretaria.

### Personaggi principali
- Mike McCall (52 episodi, 1957-1959), interpretato da Merry Anders.
- Loco Jones (52 episodi, 1957-1959), interpretata da Barbara Eden.
- Greta Hanson (39 episodi, 1957-1958), interpretata da Lori Nelson.

### Personaggi secondari
- Gwen Kirby (13 episodi, 1958-1959), interpretata da Lisa Gaye.
- Uomo dell'ascensore (12 episodi, 1957-1959), interpretato da Jimmy Cross.
- Mr. Augustus P. Tobey (8 episodi, 1957-1959), interpretato da Joseph Kearns.
- Mr. Blandish (3 episodi, 1957), interpretato da Dabbs Greer.
- Emil Quincy (2 episodi, 1958), interpretato da Charles Lane.
- Cameriere (2 episodi, 1958-1959), interpretato da Jack Chefe.
- Mr. Cameron (2 episodi, 1958-1959), interpretato da Gavin Gordon.
- Hugo (2 episodi, 1958-1959), interpretato da Werner Klemperer.
- Tompkins (2 episodi, 1958), interpretato da Booth Colman.
- Mr. Baxter (2 episodi, 1958), interpretato da Don Shelton.
- Mrs. Alma Teasely (2 episodi, 1958), interpretata da Norma Varden.

## Produzione
La serie fu prodotta da 20th Century Fox Television e National Telefilm Associates e girata negli studios della 20th Century Fox a Century City in California. How to Marry a Millionaire fu una delle prime serie televisive prodotte dalla Twentieth Century Fox.

### Registi
Tra i registi sono accreditati:
- Daniel Dare in 24 episodi (1957-1959)
- Lester Vail in 2 episodi (1957-1958)
- Peter Tewksbury in 2 episodi (1958)
- Bernard Wiesen in 2 episodi (1958)

### Sceneggiatori
Tra gli sceneggiatori sono accreditati:
- Milton Pascal in 9 episodi (1957-1958)
- Seaman Jacobs in 7 episodi (1957-1959)
- Si Rose in 7 episodi (1957-1959)
- Margaret Schneider in 5 episodi (1957-1958)
- Paul Schneider in 5 episodi (1957-1958)
- John Kohn in 3 episodi (1957-1958)
- Howard Leeds in 3 episodi (1957-1958)
- Dick Conway in 3 episodi (1958)
- Everett Greenbaum in 3 episodi (1958)
- Roland MacLane in 3 episodi (1958)
- Harvey Orkin in 3 episodi (1958)
- Leo Solomon in 3 episodi (1958)
- Bob Fisher in 2 episodi (1958)

## Distribuzione
La serie fu trasmessa negli Stati Uniti dal 7 ottobre 1957 al 20 agosto 1959 in syndication. È stata distribuita anche in Venezuela con il titolo Cómo casarse con un millonario e in Finlandia con il titolo Kuinka miljonääri naidaan.

## Episodi
| Stagione         | Episodi | Prima TV USA |
| ---------------- | ------- | ------------ |
| Prima stagione   | 39      | 1957-1958    |
| Seconda stagione | 13      | 1959         |